# Secretaría de Salud de la Ciudad de México
La Secretaría de Salud de la Ciudad de México es una dependencia de la administración pública de la Ciudad de México dependiente de la Jefa de Gobierno, que tiene a su cargo lo relativo a la formulación, ejecución, operación y evaluación de las políticas de salud pública de la capital de México.

## Funciones
La Secretaría de Salud de la Ciudad de México tiene a su cargo, principalmente, la aplicación de la Ley de Salud para la Ciudad de México y demás legislación en materia de salubridad de dicha entidad. Además, conforme a Ley Orgánica de la Administración Pública de la Ciudad de México, algunas otras de las funciones específicas más importantes de esta secretaría son las siguientes:
- Coordinar la participación de todas las instituciones de los sectores público, social y privado en la ejecución de las políticas de salud de la Ciudad de México;
- Planear, organizar, dirigir, operar, controlar y evaluar el Sistema de Salud de la Ciudad de México;
- Coordinar, supervisar y evaluar los programas y acciones que en materia de salud realicen las Alcaldías de la Ciudad de México ;
- Formular y desarrollar programas locales de salud.
- Planear, dirigir, controlar, operar y evaluar los servicios de atención médica y salud pública;
- Planear, dirigir, controlar y evaluar los servicios de medicina legal, de salud en apoyo a la procuración de justicia y atención médica a población interna en Reclusorios y Centros de Readaptación Social;
- Organizar congresos en materia de salud, sanidad y asistencia social;
- Estudiar, adoptar y poner en vigor las medidas necesarias para combatir las enfermedades trasmisibles, no transmisibles y las adicciones, así como la prevención de accidentes;

## Estructura orgánica
La estructura orgánica de la Secretaría de Salud de la Ciudad de México, se encuentra determinada por el Reglamento de la Ley Orgánica de la Administración Pública de la Ciudad de México, Encabezada por el titular de la Secretaría, posee la siguiente estructura:
- Secretaria de Salud de la Ciudad de México: Nadine Gasman Zylbermann
  - Subsecretaría de Servicios Médicos e Insumos:
    - Dirección General de Servicios Médicos y Urgencias:

  - Dirección General de Vinculación y Enlace:
  - Dirección General de Planeación y Coordinación Sectorial: